# Nabil Rajo
Nabil Rajo es un actor eritreo-canadiense. Es conocido por su actuación en la película Boost, por la que ganó el Canadian Screen Award como Mejor Actor en la sexta edición de los premios canadienses, y recibió una nominación al Prix Iris como Revelación del año en los Premios de Cine de Quebec.

## Biografía
Rajo nació en Asmara, Eritrea y emigró a Canadá con su familia a los seis años.

## Carrera
En 2017, recibió una nominación al premio Dora Mavor Moore como Mejor Actuación Masculina en la división de Teatro Independiente por su actuación en la producción del Coal Mine Theatre de la obra de Tracy Letts Superior Donuts. También ha participado en papeles secundarios o como invitado en las series de televisión Man Seeking Woman, Remedy, Rookie Blue y Suits.

## Filmografía

### Películas
- Aaliyah: The Princess of R&B (2014)

- Muna (2015, cortometraje)

- Boost (2017)[6]